# Климко Олександер
Олекса́ндр Климко (1908, Галичина — 27 листопада 1970, Елізабет, Нью-Джерсі, США) — український архітектор, графік і живописець.

## Життєпис
До 1939 працював у Львові, та був відомий як ілюстратор часописів «Зиз» (1924—1933) та «Комар» (1933—1939).
У 1931 році намалював картину «Бій під Крутами», яка експонувалася в Українському військовому музеї у Львові, та була знищена більшовиками після радянської анексії західноукраїнських земель.
З 1939 року на еміґрації. Спочатку мешкав ув Австрії та Великій Британії.
У 1948 році переїхав в Арґентині, де працював декоратором Національного театру ім. М. де Сервантеса у Буенос-Айресі. Співпрацював з Видавництвом Юліяна Середяка та ним видаваним гумористичним журналом «Мітла». Олександр Климко розписав українську греко-католицьку церкву у м. Беріссо.
З 1958 року Олександр Климко в США, у Нью-Йорку. З 20 по 22 червня 1958 здав спеціальні іспити і був прийнятий в члени Американської спілки театральних, кінових і телевізійних мистців «Об'єднані Сценічні Артисти».
В 1960 влаштовує свою велику індивідуальну виставку в залах Літературно-мистецького клубу в Нью-Йорку. Розробляє проекти декорацій для телебачення й кінофільмів, оформлює декорації до оперети Р. Роджерса «Я слухав вальс»; на світовій виставі в Нью-Йорку виконує декораційне оформлення в павільйоні компанії «General Motors».
Як замилуваний мисливець, малює багато краєвидів і сцен із мисливського побуту. Його цікавили також баталістичні теми, а до теми «Крути» залишив багато підготовчого матеріалу.
Помер несподівано у місті Елізабет, Нью-Джерсі, та похований на цвинтарі святого Андрія у Бавнд Бруку.

### Доробок
- 12 картин у мисливському замку в Лянгбад (Австрія).
- для державного дитячого театру в Мадриді (Іспанія) намалював театральну завісу.
- в Лондоні (Англія) малює вісім образів для української католицької церкви й один для латинської катедри.
- в Аргентині
  - пано для інституту в Буенос-Айресі й поліхромію для української церкви в Беріссо
  - дотепні ілюстрації до гумористичної повісті Юрія Тис-Крохмалюка «Щоденник національного героя Селепка Лавочки» (гумористичний журнал «Мітла»).